# Gnathonarium suppositum
Gnathonarium suppositum là một loài nhện trong họ Linyphiidae.
Loài này thuộc chi Gnathonarium. Gnathonarium suppositum được Wladislaus Kulczynski miêu tả năm 1885.